# PhpBB
phpBB (PHP Bulleting Board) — популярний безкоштовний вебфорум з відкритим кодом, розроблений на скриптовій мові PHP, що підтримує різні СУБД, включаючи MySQL, PostgreSQL, MS SQL Server, MS Access, SQLite, а також Oracle (при наявності необхідних змін). 
Крім підтримки різних СУБД перевагами phpBB є:
- нескладна у використанні система шаблонів
- багатомовний інтерфейс: мовні файли перекладені на більше ніж 50 мов і доступні для вільного завантаження з офіційного сайту phpBB
- велике співтовариство користувачів, готових прийти на допомогу
- велика кількість доступних і оновлюваних модифікацій

## Історія

### PhpBB 1.x
17 червня 2000 рік Джеймс Аткінсон почав розробляти phpBB для потреб свого сайту як простий UBB-подібний форум. Натан Коддінг і Джон Абела (на поточний момент обидва вже були розробники) приєдналися до команди розробників після того, як CVS з  кодом phpBB було переміщено на SourceForge.net, і почалася робота над версією 1.0.0. Повнофункціональна попередня версія phpBB побачила світ 1 липня 2000 року.
phpBB 1.0.0 було випущено 16 грудня 2000 року. Наступні покращення гілки 1.x було випущено у вигляді двох окремих версій: phpBB 1.2.0 було випущено 16 лютого 2001 рік а і 1.4.0 25 квітня 2001 року. Версія 1.4.4, останню з лінійки 1.x, було випущено 6 листопада 2001 року. У період роботи над гілкою 1.x до команди розробників приєдналися Bart van Bragt, Paul S. Owen (колишній співкеруючий проекту), Johnathan Haase (колишній член команди розробників) і Frank Feingold.

### PhpBB 2.0.x
Роботу над phpBB 2.0.x було розпочато 17 лютого 2001 рік а. Його розробка велася з нуля - можливості ядра версії 1.xx йшли врозріз з амбіціями розробників phpBB. Трохи пізніше до команди розробників приєднався Doug Kelly (зараз уже колишній член команди розробників). Через рік розробки і всебічного тестування - 4 квітня 2002 рік (на три дні пізніше призначеного терміну) було випущено phpBB 2.0.0, яку назвали «Дуже пухнаста» («Super Furry»).
У грудні 2004 рік велику кількість сайтів було зламано хробаком Santy, який використовував вразливість застарілих версій phpBB, що дозволяє перезаписувати PHP скрипти та HTML сторінки.
Версія 2.0.23,  найімовірніше остання з гілки 2.0.x, була випущена 17 лютого 2008 рік а. Випуск нових версій гілки 2.0.x включав лише виправлення помилок роботи форуму та системи безпеки.
1 січня 2009 була припинена підтримка phpbb 2.0.хх.

### PhpBB 2.2
Роботу над наступною версією було розпочато майже відразу після виходу phpBB 2.0.0 і вона тривала протягом наступних декількох років. Однак 14 січня 2005 було оголошено про те, що версія phpBB 2.2 опублікована не буде. Через значних змін у коді, які призвели до слабкої зворотної сумісності нової версії з phpBB 2.0, було вирішено перейменувати нову версію в 3.0.0.

### PhpBB 3.0 (Olympus)
Основою цієї версії послужив код так і незакінченого phpBB 2.2.
Першу бета-версію phpBB3 було опубліковано 18 червня 2006  і за нею пішли ще чотири, перш ніж 20 травня 2007 phpBB3 було привласнено статус реліз-кандидата. Останній, восьмий, реліз-кандидат був випущено 1 грудня 2007 року.
Дата фінального релізу було призначено десять днів по тому - phpBB 3.0 Gold побачив світ 13 грудня 2007 року.
Остання версія phpBB - 3.0.11, вийшла 25 серпня 2012 року.

### PhpBB 3.1 (Ascraeus)
28 жовтня 2014 року випущено версію 3.1 під кодовою назвою Ascraeus. Основні нововведення:
- моди замінені системою розширень, що дозволить уникнути необхідності внесення змін в код для розширення функціональності;
- як наслідок попереднього покращення, набагато спрощено оновлення від версії до версії, для якого потрібно тільки скопіювати нові файли і запустити скрипт оновлення бази даних;
- додана функція "смітника" - тепер є можливість відновлення видалених повідомлень і тим, що може бути налаштоване на рівні прав користувачів і груп;
- важливі оголошення тепер прив'язані до форумів, в яких вони були створені, що спрощує роботу з розподілу прав доступу;
- додана форма для зв'язку з адміністрацією;
- стиль за замовчуванням prosilver став адаптивним, що означає зручність його використання як на настільних комп'ютерах, так і на мобільних пристроях;
додана система повідомлень;
- система аватар відтепер підтримує Gravatar;
- додано можливість реєстрації та входу за допомогою сторонніх сервісів, таких, як Google, Bit.ly, Facebook та інших на основі системи OAuth;
- додано підтримка AJAX, і багато інших.

## PhpBB в Україні
На сьогодні phpBB активно використовується в українському сегменті інтернету і його повністю перекладено на українську мову. Офіційна підтримка phpBB в Україні: phpBB Україна 
Офіційний український переклад phpBB 3.1 доступний для завантаження на сторінці http://www.phpbb.com.ua/downloads/ [Архівовано 15 березня 2015 у Wayback Machine.]